# Black Star Elephant
Black Star Elephant è il secondo album discografico in studio del duo musicale norvegese Nico & Vinz (precedentemente conosciuto come Envy), pubblicato nel 2014.

## Tracce
1. Intro (interlude)
2. Am I Wrong – 4:07
3. Last Time – 4:19
4. Leave Us (interlude) – 0:18
5. Know What I'm Not – 3:48
6. Miracles – 3:25
7. New in Town (interlude) – 0:26
8. My Melody – 4:11
9. Powerful (interlude) – 0:15
10. Another Day – 2:19
11. People – 4:23
12. Runnin' – 4:15
13. Imagine – 2:57
14. In Your Arms – 3:25
15. Homeless – 2:59
16. Lakota (interlude) – 1:23
17. Thought I Knew – 4:25
18. Arrival (interlude) – 0:34
19. When the Day Comes – 3:47
20. Kokadinye (interlude) – 1:29
21. Imaa Imaa – 4:05

## Singoli estratti
- Am I Wrong - Pubblicato il 12 aprile 2013 con il nome di Envy e il 21 gennaio 2014 con il nome di Nico & Vinz
- In Your Arms - Pubblicato il 21 ottobre 2013
- When the Day Comes - Pubblicato il 30 settembre 2014
- My Melody - Pubblicato il 6 febbraio 2015

## Formazione
- Nicolas "Nico" Sereba - voce
- Vincent "Vinz" Dery - voce

### Altri musicisti
- Halvor Rollag - basso
- Abdoulie Jallow - basso, chitarra
- Philip Bynoe - basso, chitarra elettrica
- Dave Kuncio - basso, chitarra acustica, chitarra elettrica
- Magnus Martinsen - basso, chitarra acustica, chitarra elettrica
- Chriss Rune Olsen Angvik - chitarra
- William Wiik Larsen - chitarra, fischi
- Ntirelang Berman - chitarra, armonica
- Thomas Eriksen - chitarra acustica, chitarra elettrica, tastiere
- Terje Wiik - mandolino
- Petter Walther Walthinsen - congas
- Kouame Sereba - percussioni
- Harold Fagerheim Bugge - corni
- Are Reichelt Føreland - corni
- Maren Elle - violino
- Ingvild Habbestad - violino
- Henrik Hannisdal - violino
- Agnes Hoffart - violino
- Hans Petter Mæhle - violino
- Erlend Habbestad - violoncello
- Elisabeth Carew - cori
- Rachel Grey Cloud - cori
- Faith James - cori
- Maria Sandsdalen - cori